# 2002 Euler
A 2002 Euler (ideiglenes jelöléssel 1973 QQ1) a Naprendszer kisbolygóövében található aszteroida. Tamara Mihajlovna Szmirnova fedezte fel 1973. augusztus 29-én.